# Dánia az 1964. évi téli olimpiai játékokon
Dánia az ausztriai Innsbruckban megrendezett 1964. évi téli olimpiai játékok egyik részt vevő nemzete volt. Az országot az olimpián 2 sportágban 2 sportoló képviselte, akik érmet nem szereztek.

## Gyorskorcsolya
Férfi
| Versenyző   | Versenyszám | Eredmény | Helyezés |
| ----------- | ----------- | -------- | -------- |
| Kurt Stille | 1500 m      | 2:17,4   | 30.      |
| Kurt Stille | 5000 m      | 7:56,1   | 12.      |
| Kurt Stille | 10 000 m    | 16:38,3  | 9.       |

## Sífutás
Férfi
| Versenyző     | Versenyszám | Eredmény  | Helyezés |
| ------------- | ----------- | --------- | -------- |
| Svend Carlsen | 15 km       | 56:09,5   | 57.      |
| Svend Carlsen | 30 km       | 1:50:51,8 | 53.      |